# Louis Marie Palazzolo
 Louis Marie Palazzolo (en italien : Luigi Maria Palazzolo), né à Bergame le 10 décembre 1827 et mort dans la même ville le 15 juin 1886, est un prêtre italien, fondateur des sœurs des pauvres de Bergame, et reconnu saint par l'Église catholique. Il est fêté le 15 juin.

## Biographie
Louis Marie Palazzolo naît le 10 décembre 1827 à Bergame dans une famille aisée. Il entre au lycée en novembre 1839 et cinq ans plus tard, commence ses études de philosophie au séminaire de Bergame puis les cours de théologie. Le 23 juin 1850, il est ordonné prêtre par l'évêque de Bergame, Mgr Morlacchi. À l'époque, le diocèse possède de nombreux prêtres et Don Louis peut choisir où il va exercer son sacerdoce, ce sera le quartier le plus pauvre de sa paroisse de naissance, Sant'Alessandro à Colonna.
En 1855, il est nommé recteur de l'église voisine de San Bernardino, devenant un habile organisateur du patronage paroissial des garçons. Il met également en place des écoles du soir pour jeunes et adultes calquées sur celles existant déjà en ville. En 1859, la fin du bail l'oblige à fermer l'oratoire. Pour lui donner l'occasion d'ouvrir un autre patronage, sa mère lui achète deux maisons.
Petit à petit, il prend conscience qu'il doit aussi s'occuper des filles. Il est soutenu dans ce but par l'œuvre pieuse de sainte Dorothée de Luca Passi. Le jour de l'Épiphanie de 1864, l'association est complétée par la fondation d'un patronage féminin mais celui-ci est ouvert seulement le dimanche, tandis que celui des garçons l'est tous les jours de la semaine. Les filles ne bénéficient d'aucun soutien éducatif les jours de semaine. Pour l'aider dans son œuvre, Don Louis pense qu'une communauté féminine est nécessaire pour prendre soin des filles, il choisit Thérèse Gabrieli, enseignante diplômée qui pense à la vie religieuse. Le 22 mai 1869, cette dernière ainsi que deux compagnes prononcent leurs vœux religieux de fidélité au pape (c'est l'époque de la question romaine) et de dévouement inconditionnel aux pauvres, surtout parmi la jeunesse. Au début, elles portent le nom de sœurs Dorothées étant donné la relation avec l'œuvre de sainte Dorothée.
En 1870, pour venir en aide aux enfants des paysans pauvres, il crée un orphelinat sur un domaine hérité de sa mère à Torre Boldone et fonde une congrégation de frères pour le gérer. Don Louis s'inspire de la règle des frères de la Sainte Famille fondée en 1856 par Paule Élisabeth Cerioli. Le 4 octobre 1872, trois frères prononcent leurs vœux religieux à Martinengo. L'institut s'est éteint en 1928.
Don Louis meurt le 15 juin 1886.

## Vénération
Le procès de béatification commence le 31 janvier 1913, il est reconnu vénérable le 7 juillet 1962 et béatifié par le pape Jean XXIII le 19 mars 1963. Il est canonisé le 15 mai 2022 par le pape François en même temps que 9 autres bienheureux.
Sa dépouille mortelle repose dans la maison-mère des sœurs de Bergame.